# Спирачен асистент
Спирачен асистент (BA или EBA, BAS) или наричана също така „система за подпомагане на спирачното усилие“ е общ термин за спирачна технология при автомобилите, която увеличава спирачното усилие след натискане на педала на спирачките, когато системата открие „панически“ опит за спиране. Разработена е за първи път през 1992 г. от Даймлер-Бенц и TRW/LucasVarit. След проучване през 1992 г. в автомобилния симулатор на Даймлер-Бенц в Берлин е установено, че повече от 90% от шофьорите не прилагат максимално спирачно усилие в „критична“ ситуация.

Технологията работи на принципа, че следи скоростта на автомобила и силата, с която е натиснат спирачния педал. При установяване на ситуация, в която педала не е натиснат докрай, системата автоматично прилага пълно спирачно усилие, докато не се задейства антиблокиращата система, която предотвратява колелата да блокират и да се приплъзнат.

## Общ преглед
Много шофьори не са подготвени за относително високите усилията, необходими за максимално бързото спиране, нито са подготвени за „вибриращия“ ефект при натискане на спирачния педал по време на задействане на антиблокиращата система. При извънредна ситуация, бавната реакция и по-малко от максималното спирачно усилие може да доведе до недостатъчно време или разстояние за спиране, преди да се случи произшествие.

Спирачен асистент е проектиран да засича точно такива „панически“ спирания и да приложи максимално спирачно усилие в „критична“ ситуация за милисекунди, следейки за целта скоростта и силата, с която се натиска спирачния педал. Системата работи многократно по-бързо от човешките възможности за реакция и по този начин се постигат съкратени спирачни пътища при аварийно спиране.

Според изследване при скорост от около 200 km/h системата може да намали спирачния път с близо 21 m.

Някои системи следят също и скоростта, с която педалът на газта е отпуснат, подготвяйки в същото време спирачната система за аварийно спиране.

## Видове системи
Системата е именувана различно при различните автомобилни производители, но общият ѝ принцип на работа е един и същ.

Някои производители имат подобрения в различни аспекти на спирачния асистент, като добавят повече параметри, които се следят при шофиране, като разстояние до предния автомобил, преминаващи пешеходци и др. и наричат тази система „активен“ спирачен асистент.

## Серийно вграждане в автомобилите
През 2007 г. Европейската комисия обявява, че от 2009 г. всички автомобили продавани на територията на ЕС трябва да имат серийно вградена такава система.